# Футболист года в Греции
Футболист года в Греции — ежегодное награждение лучших профессиональных футболистов Греции, избрание проводится членами Союза профессиональных футболистов, начиная с сезона 1994/95. Существует четыре номинации: лучший греческий игрок, лучший легионер, лучший молодой игрок и лучший голкипер.
| Сезон     | Лучший греческий игрок                                                              | Лучший легионер                                   | Лучший молодой игрок                                          | Лучший голкипер                     | Прим.         |
| --------- | ----------------------------------------------------------------------------------- | ------------------------------------------------- | ------------------------------------------------------------- | ----------------------------------- | ------------- |
| 1992/93   | Стелиос Манолас (АЕК) Никос Ниоплиас (Панатинаикос)                                 | Кшиштоф Важиха (Панатинаикос)                     | Никос Махлас (ОФИ)                                            | -                                   |               |
| 1993/94   | Алексис Александрис (АЕК)                                                           | Кшиштоф Важиха (Панатинаикос)                     | Георгиос Георгиадис (Панатинаикос) Михалис Касапис (АЕК)      | -                                   |               |
| 1994/95   | Георгиос Георгиадис (Панатинаикос) Йоргос Скартадос (Ираклис) Михалис Касапис (АЕК) | Кшиштоф Важиха (Панатинаикос)                     | Фемистоклис Николаидис (Аполлон Смирнис)                      | -                                   |               |
| 1995/96   | Йоргос Донис (Панатинаикос) Вассилис Карапиалис (Олимпиакос) Василис Цартас (АЕК)   | Темури Кецбая (АЕК)                               | Никос Либеропулос (Каламата)                                  | -                                   | [ 1 ]         |
| 1996/97   | Христос Костис (АЕК) Фемистоклис Николаидис (АЕК) Костас Францескос (ПАОК)          | Кшиштоф Важиха (Панатинаикос)                     | Димитриос Элефтеропулос (Олимпиакос)                          | -                                   | [ 2 ]         |
| 1997/98   | Фемистоклис Николаидис (АЕК)                                                        | Кшиштоф Важиха (Панатинаикос)                     | Йоргос Карагунис (Аполлон Смирнис) Параскевас Анцас (Ксанти)  | Элиас Атмацидис (АЕК)               | [ 3 ]         |
| 1998/99   | Григорис Георгатос (Олимпиакос)                                                     | Синиша Гогич (Олимпиакос)                         | Никос Иорданидис (ОФИ)                                        | Элиас Атмацидис (АЕК)               | [ 4 ]         |
| 1999/2000 | Никос Либеропулос (Панатинаикос)                                                    | Джованни (Олимпиакос)                             | Христос Пацацоглу (Ксанти) Константинос Кацуранис (Панахаики) | Антониос Никополидис (Панатинаикос) | [ 5 ]         |
| 2000/01   | Александрос Александрис (Олимпиакос)                                                | Предраг Джорджевич (Олимпиакос)                   | Юркас Сейтаридис (Панатинаикос)                               | Вангелис Пурлиотопулос (Паниониос)  | [ 6 ]         |
| 2001/02   | Фемистоклис Николаидис (АЕК)                                                        | Предраг Джорджевич (Олимпиакос)                   | Спирос Валлас (Ксанти)                                        | Антониос Никополидис (Панатинаикос) | [ 7 ]         |
| 2002/03   | Стелиос Яннакопулос (Олимпиакос)                                                    | Предраг Джорджевич (Олимпиакос)                   | Вангелис Манциос (Паниониос)                                  | Антониос Никополидис (Панатинаикос) | [ 8 ]         |
| 2003/04   | Димитриос Пападопулос (Панатинаикос)                                                | Джованни (Олимпиакос) Маркус Мюнх (Панатинаикос)  | Александрос Циолис (Паниониос)                                | Антониос Никополидис (Панатинаикос) | [ 9 ]         |
| 2004/05   | Константинос Кацуранис (АЕК)                                                        | Лусиано (Ксанти)                                  | Панайотис Лагос (Ираклис)                                     | Антониос Никополидис (Олимпиакос)   | [ 10 ]        |
| 2005/06   | Иероклис Столтидис (Олимпиакос) Никос Либеропулос (АЕК)                             | Ривалдо (Олимпиакос)                              | Панайотис Лагос (Ираклис)                                     | Антониос Никополидис (Олимпиакос)   | [ 11 ]        |
| 2006/07   | Никос Либеропулос (АЕК)                                                             | Ривалдо (Олимпиакос)                              | Сотирис Нинис (Панатинаикос)                                  | Аркадиуш Малаж (Панатинаикос)       | [ 12 ]        |
| 2007/08   | Димитрис Салпингидис (Панатинаикос)                                                 | Дарко Ковачевич (Олимпиакос) Исмаэль Бланко (АЕК) | Сократис Папастатопулос (АЕК)                                 | Антониос Никополидис (Олимпиакос)   | [ 13 ]        |
| 2008/09   | Димитрис Салпингидис (Панатинаикос)                                                 | Лусиано Мартин Галлетти (Олимпиакос)              | Василиос Кутсианикулис (Эрготелис)                            | Антониос Никополидис (Олимпиакос)   | [ 14 ]        |
| 2009/10   | Василис Торосидис (Олимпиакос)                                                      | Джибриль Сиссе (Панатинаикос)                     | Сотирис Нинис (Панатинаикос)                                  | Михалис Сифакис (Арис Салоники)     | [ 15 ]        |
| 2010/11   | Авраам Пападопулос (Олимпиакос)                                                     | Виейринья (ПАОК)                                  | Иоаннис Фетфацидис (Олимпиакос)                               | Михалис Сифакис (Арис Салоники)     | [ 16 ]        |
| 2011/12   | Константинос Митроглу (Атромитос)                                                   | Кевин Миральяс (Олимпиакос)                       | Панайотис Влаходимос (Олимпиакос)                             | Рой Кэрролл (ОФИ)                   | [ 17 ]        |
| 2012/13   | Димитриос Пападопулос (Пантракикос)                                                 | Рубен Райос (Астерас)                             | Эргюс Каче (ПАОК)                                             | Орестис Карнезис (Панатинаикос)     | [ 18 ] [ 19 ] |
| 2013/14   | Димитриос Пападопулос (Атромитос)                                                   | Маркус Берг (Панатинаикос)                        | Димитрис Коловос (Паниониос)                                  | Роберто Хименес (Олимпиакос)        | [ 20 ]        |
| 2014/15   | Николаос Кальтсас (Верия)                                                           | Алехандро Домингес (Олимпиакос)                   | Харис Харисис (ПАС (Янина))                                   | Маркос Веллидис (ПАС (Янина))       | [ 21 ]        |
| 2015/16   | Костас Фортунис (Олимпиакос)                                                        | Маркус Берг (Панатинаикос)                        | Харис Харисис (ПАОК)                                          | Роберто Хименес (Олимпиакос)        | [ 22 ]        |
| 2016/17   | Петрос Манталос (АЕК)                                                               | Маркус Берг (Панатинаикос)                        | Панайотис Рецос (Олимпиакос)                                  | Андреас Янниотис (Паниониос)        | [ 23 ]        |
| 2017/18   | Лазарос Христодулопулос (АЕК)                                                       | Амр Варда (Атромитос)                             | Анастасиос Дувикас (Астерас)                                  | Андреас Янниотис (Атромитос)        | [ 24 ]        |
| 2018/19   | Костас Фортунис (Олимпиакос)                                                        | Виейринья (ПАОК)                                  | Яннис Бузукис (Панатинаикос)                                  | Александрос Пасхалакис (ПАОК)       | [ 25 ]        |
| 2019/20   | Костас Цимикас (Олимпиакос)                                                         | Юссеф Эль-Араби (Олимпиакос)                      | Димитриос Эммануилидис (Паниониос)                            | Жозе Са (Олимпиакос)                | [ 26 ]        |
| 2020/21   | Йоргос Масурас (Олимпиакос)                                                         | Юссеф Эль-Араби (Олимпиакос)                      | Христос Цолис (ПАОК)                                          | Сократис Диудис (Панатинаикос)      | [ 27 ]        |
| 2021/22   | Йоргос Масурас (Олимпиакос)                                                         | Себастьян Паласиос (Панатинаикос)                 | Сотирис Александропулос (Панатинаикос)                        | Юрий Лодыгин (ПАС (Янина))          | [ 28 ]        |
| 2022/23   | Фотис Иоаннидис (Панатинаикос)                                                      | Орбелин Пинеда (АЕК)                              | Яннис Константелиас (ПАОК)                                    | Альберто Бриньоли (Панатинаикос)    | [ 29 ]        |
| 2023/24   | Фотис Иоаннидис (Панатинаикос)                                                      | Аюб Эль-Кааби (Олимпиакос)                        | Яннис Константелиас (ПАОК)                                    | Доминик Котарски (ПАОК)             | [ 30 ]        |